# Pius N’Diefi
Pius N’Diefi Sielenu (ur. 5 lipca 1975 w Duali w Kamerunie) – kameruński piłkarz, występuje na pozycji napastnika, wzrost: 174 cm, waga: 74 kg.

## Kariera klubowa
Swoją karierę rozpoczynał w PWD Bamenda, w którym grał w 1992 roku. W 1993 roku wyjechał do RC Lens. Grał tam między innymi ze swoimi rodakami, Omamem-Biyikiem i Foé. Później przeniósł się do ASOA Valence, gdzie w ciągu jednego sezonu rozegrał 37 meczów i strzelił 9 bramek. Latem zgłosili się po niego działacze Sedanu i piłkarz zmienił barwy klubowe. W sezonie 1998/1999 awansował do Ligue 1. W Sedanie grał aż 8 lat. W przerwie zimowej sezonu 2002/2003 został wypożyczony do Al-Ittihadu Ad-Dauha, gdzie pograł tylko jeden sezon, a następnie przeszedł do innego katarskiego klubu – Al-Gharrafa. W sezonie 2005/2006 ponownie wrócił do Europy, tym razem do belgijskiego Germinalu Beerschot. Z Germinalem grał w Pucharze UEFA, a przed meczem z Olympique Marsylią N’Diefi przeżył prawdziwą tragedię. Zmarł mu ojciec. Mimo to, wystąpił w podstawowej jedenastce. W przerwie zimowej zdecydował się wrócić do Ligue 1, a jego klubem ponownie został Sedan. Nie miał podstawowego miejsca w składzie. Rozegrał tylko 3 mecze i strzelił 1 bramkę. Obecnie występuje w Championnat National, a jego klubem jest Paris FC, gdzie gra również jego rodak, Serge Mimpo.

## Kariera reprezentacyjna
N’Diefi ma na swoim koncie jeden występ w reprezentacji Kamerunu podczas Pucharu Konfederacji w 2001 roku. Kameruńczycy zajęli trzecie miejsce w grupie i szybko pożegnali się z turniejem. Pojechał na Mistrzostwa Świata 2002, jednak rozegrał na nich tylko ostatnie 15 minut w meczu z Arabią Saudyjską, a na boisko wszedł za Patricka M’Bomę. W 2003 roku ponownie wystąpił w Pucharze Konfederacji. Tym razem Kamerun dotarł aż do finału, w którym nieszczęśliwie przegrał 0-1 z Francją, dopiero po dogrywce. W 2004 roku N’Diefi wygrał Puchar Narodów Afryki, a Kameruńczycy pokonali w finale Senegal, 3:2 w rzutach karnych. Pius N’Diefi wziął udział w eliminacjach do mistrzostw świata 2006, które zakończyły się niewypałem dla ekipy Artura Jorge.
| Sezon   | Klub                | Kraj    | Flaga   | Rozgrywki            | Mecze | Bramki |
| ------- | ------------------- | ------- | ------- | -------------------- | ----- | ------ |
| 1993/94 | RC Lens             | Francja | Francja | Ligue 1              | 1     | 0      |
| 1994/95 | RC Lens             | Francja | Francja | Ligue 1              | 0     | 0      |
| 1995/96 | ASOA Valence        | Francja | Francja | Ligue 2              | 37    | 9      |
| 1996/97 | CS Sedan            | Francja | Francja | Championnat National | 31    | 13     |
| 1997/98 | CS Sedan            | Francja | Francja | Championnat National | 36    | 11     |
| 1998/99 | CS Sedan            | Francja | Francja | Ligue 2              | 36    | 11     |
| 1999/00 | CS Sedan            | Francja | Francja | Ligue 1              | 25    | 5      |
| 2000/01 | CS Sedan            | Francja | Francja | Ligue 1              | 27    | 10     |
| 2001/02 | CS Sedan            | Francja | Francja | Ligue 1              | 29    | 8      |
| 2002/03 | CS Sedan            | Francja | Francja | Ligue 1              | 30    | 3      |
| 2003/04 | CS Sedan            | Francja | Francja | Ligue 2              | 3     | 0      |
| 2003/04 | Al-Ittihad Ad-Dauha | Katar   | Katar   | Q-League             | ?     | ?      |
| 2004/05 | Al-Gharrafa         | Katar   | Katar   | Q-League             | ?     | ?      |
| 2005/06 | Germinal Beerschot  | Belgia  | Belgia  | Eerste Klasse        | 6     | 0      |
| 2005/06 | CS Sedan            | Francja | Francja | Ligue 2              | 3     | 1      |
| 2006/07 | Paris FC            | Francja | Francja | Championnat National | 34    | 13     |
| 2007/08 | Paris FC            | Francja | Francja | Championnat National |       |        |